# Plastocerus
Plastocerus (лат.) — род жуков семейства щелкунов.

## Описание
Средних размеров жуки длиной 11—18 мм.

## Классификация
Систематическое положение рода значительно изменялось. Некоторыми авторами выделялось самостоятельное семейство Plastoceridae, затем в 2018 году статус таксона был понижен до подсемейства Plastocerinae. Рядом систематиков рассматривается также в составе монотипической трибы Plastocerini в подсемействе Dendrometrinae. Род включает два вида:
- Plastocerus angulosus (Germar, 1844)
- Plastocerus thoracicus  Fleutiaux, 1918

## Распространение
Встречаются в Евразии: Греции, Турции, на Ближнем Востоке, Вьетнаме и Китае.